# Sœurette (film)
Pour plus de détails, voir Fiche technique et Distribution.

Sœurette est un film muet français réalisé par Maurice Tourneur et sorti en 1914.

## Fiche technique
- Réalisation et scénario : Maurice Tourneur
- Société de production : Société Française des Films Éclair
- Format : Noir et blanc — 35 mm — 1,33:1 — film muet
- Métrage : 595 m
- Date de sortie : France : 1914

## Distribution
- Polaire : La Moineau
- Henry Roussel
- Renée Sylvaire
- Caesar : Mafflu